# تام کریستین مرکنز
تام کریستین مرکنز (انگلیسی: Tom Christian Merkens؛ زادهٔ ۲۰ ژانویهٔ ۱۹۹۰) بازیکن فوتبال اهل آلمان است.
از باشگاه‌هایی که در آن بازی کرده‌است می‌توان به باشگاه فوتبال اسنابروک و باشگاه فوتبال هانوفر ۹۶ اشاره کرد.